# バッキンガム郡 (バージニア州)
バッキンガム郡（英: Buckingham County）は、アメリカ合衆国バージニア州の中央部に位置する郡である。2010年国勢調査での人口は17,146人であり、2000年の15,623人から9.7%増加した。郡庁所在地は国勢調査指定地域のバッキンガム（人口133人）であり、同郡で人口最大の町はディルウィン町（人口447人）である。アメリカ独立戦争時の軍人ピーター・フランシスコが郡内で育った。

## 歴史
バッキンガム郡はジェームズ川の南岸にあり、バージニア州の地理的重心にある。1761年5月1日に、アルベマール郡南部が分離して設立された。郡名はイギリスのバッキンガム公（バッキンガムシャー）から来ていると考えられる。ある説では、ウィリス・クリーク沿いにあるアーチボルド・キャリーの荘園「バッキンガム」から採られたとしている。アメリカ合衆国では唯一のバッキンガム郡である。
1778年、ジェームズ川に挟まれる小さな三角地帯がカンバーランド郡に渡された。1845年、別の部分からアポマトックス郡の北部が作られた。1860年、バッキンガム郡とアポマトックス郡の郡境が調整され、バッキンガム郡は現在の領域になった。1869年、火災によりトーマス・ジェファーソンが設計した郡庁舎が焼失し、郡の初期記録の大半も失われた。19世紀、郡の大半は大型農園だったが、タバコの栽培から混合農業とパルプ用木材の生育に転換が進んだ。広大な土地が、パルプ用材や他の木材を製紙工場や木工品製作者に売ったウェストベイコのような会社に属していた。まだ田園部が残り、釣りや狩猟のようなレクリエーションにも使われた。郡内にはバージニアの歴史最初期に先祖を遡れるような家族がいる。多くの家族はその先祖が払下げを受けた広大な土地に今も住んでいる。これらの土地は18世紀初頭に、郡の西部に最初に入植したフランス人ユグノーに与えられたものだった。
南北戦争の最終盤、ロバート・E・リー将軍の軍隊が、アポマトックスに撤退する途中で郡内を通過した。ニューカントンにあるトリニティ長老派教会墓地の標識には、「トリニティ長老派教会とこの町に伝わる口承では、この教会背後の集団墓地に45人の南軍と北軍の兵士が眠っている。彼らは降伏後にアポマトックスを離れ、ここから北の故郷に向かっていた。彼らは病気となり、近くの宿営地で死んだ。彼らのことを忘れないために、エリオット・グレイズUDCチャプター1877号がここに銘板を据える。2003年」と書かれている。

## 地理
アメリカ合衆国国勢調査局に拠れば、郡域全面積は584平方マイル (1,512.6 km2)であり、このうち陸地581平方マイル (1,504.8 km2)、水域は3平方マイル (7.8 km2)で水域率は0.46%である。

### 主要高規格道路
- アメリカ国道15号線
- アメリカ国道60号線
- バージニア州道20号線
- バージニア州道24号線
- バージニア州道56号線

### 隣接する郡
- フルバナ郡 - 北東
- カンバーランド郡 - 東
- プリンスエドワード郡 - 南
- アポマトックス郡 - 南西
- ネルソン郡 - 西
- アルベマール郡 - 北西

## 人口動態
以下は2000年国勢調査による人口統計データである。
| 基礎データ - 人口: 15,623人 - 世帯数: 5,324 世帯 - 家族数: 3,758 家族 - 人口密度: 10人/km2（27人/mi2） - 住居数: 6,290軒 - 住居密度: 4軒/km2（11軒/mi2） 人種別人口構成 - 白人: 59.11% - アフリカン・アメリカン: 39.06% - ネイティブ・アメリカン: 0.20% - アジア人: 0.17% - 太平洋諸島系: 0.01% - その他の人種: 0.36% - 混血: 1.08% - ヒスパニック・ラテン系: 0.81% 先祖による構成 - アフリカ系：39% - イギリス系：11% 年齢別人口構成 - 18歳未満: 22.4% - 18-24歳: 7.5% - 25-44歳: 31.9% - 45-64歳: 24.6% - 65歳以上: 13.6% - 年齢の中央値: 38歳 - 性比（女性100人あたり男性の人口） - 総人口: 121.6 - 18歳以上: 126.5 | 世帯と家族（対世帯数） - 18歳未満の子供がいる: 30.4% - 結婚・同居している夫婦: 51.1% - 未婚・離婚・死別女性が世帯主: 14.2% - 非家族世帯: 29.4% - 単身世帯: 25.1% - 65歳以上の老人1人暮らし: 11.4% - 平均構成人数 - 世帯: 2.52人 - 家族: 2.99人 収入と家計 - 収入の中央値 - 世帯: 29,882米ドル - 家族: 37,465米ドル - 性別 - 男性: 26,302米ドル - 女性: 20,491米ドル - 人口1人あたり収入: 13,669米ドル - 貧困線以下 - 対人口: 20.0% - 対家族数: 16.0% - 18歳未満: 26.0% - 65歳以上: 19.3% |

## 町
- ディルウィン

### 未編入の町
- アーボニア
- バッキンガム - 郡庁所在地
- マウントラッシュ
- ニューカントン
- スプルーシズコーナー

## 教育
- バッキンガム郡高校
- バッキンガム郡中学校
- ディルウィン小学校
- ディルウィン初期学校
- バッキンガム初期学校
- ゴールドヒル小学校